# Abbazia di Montecassino
L'abbazia di Montecassino è un monastero benedettino sito sulla sommità di Montecassino, nel Lazio. È il monastero più grande al mondo per dimensioni e il secondo più antico d'Italia dopo quello di Santa Scolastica. Sorge a 516 metri sul livello del mare.
Dal dicembre 2014, il Ministero per i beni e le attività culturali ne gestisce il patrimonio storico-artistico tramite il Polo museale del Lazio, nel dicembre 2019 divenuto Direzione regionale Musei.

## Storia

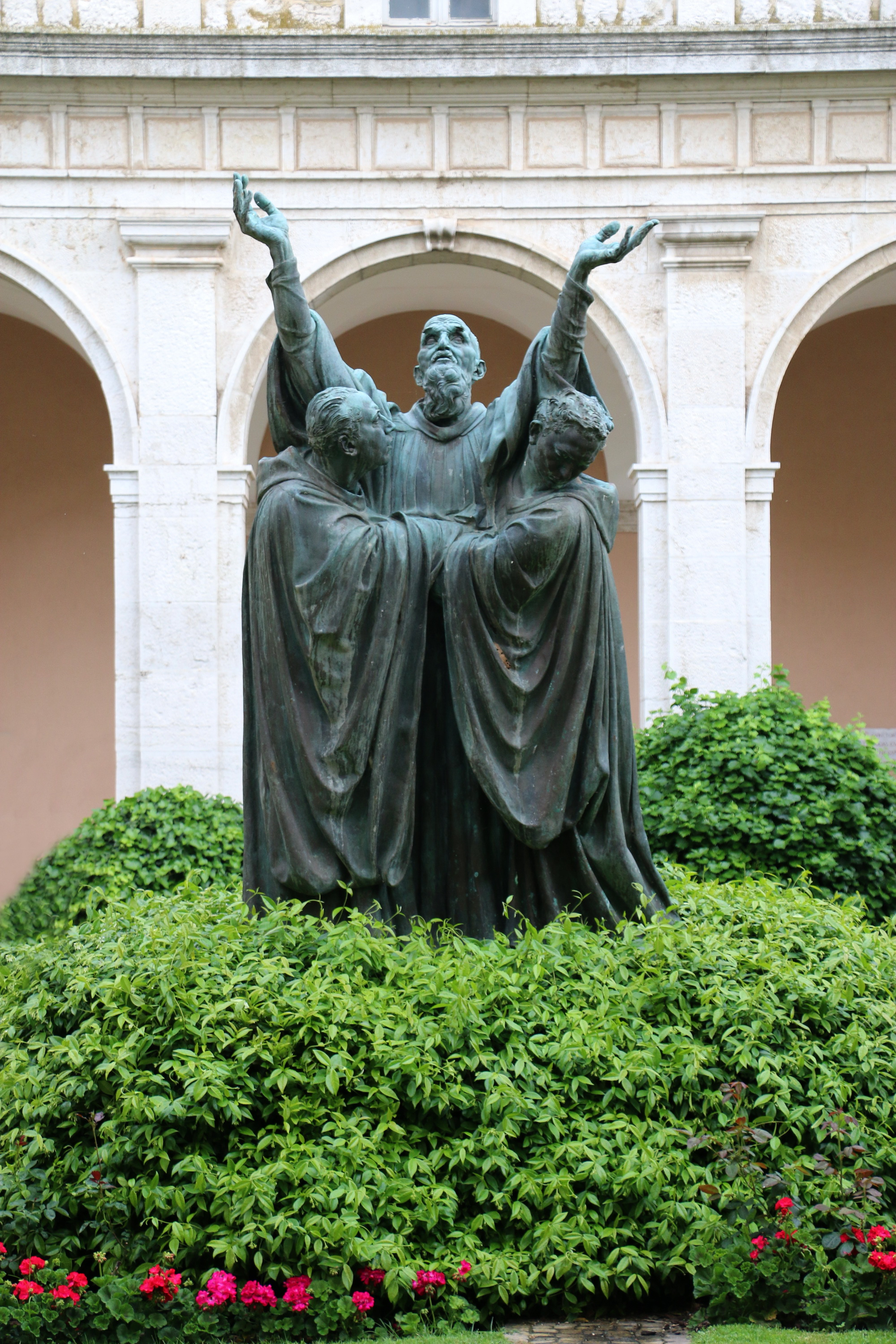
Statua di San Benedetto posta nel Chiostro d'ingresso

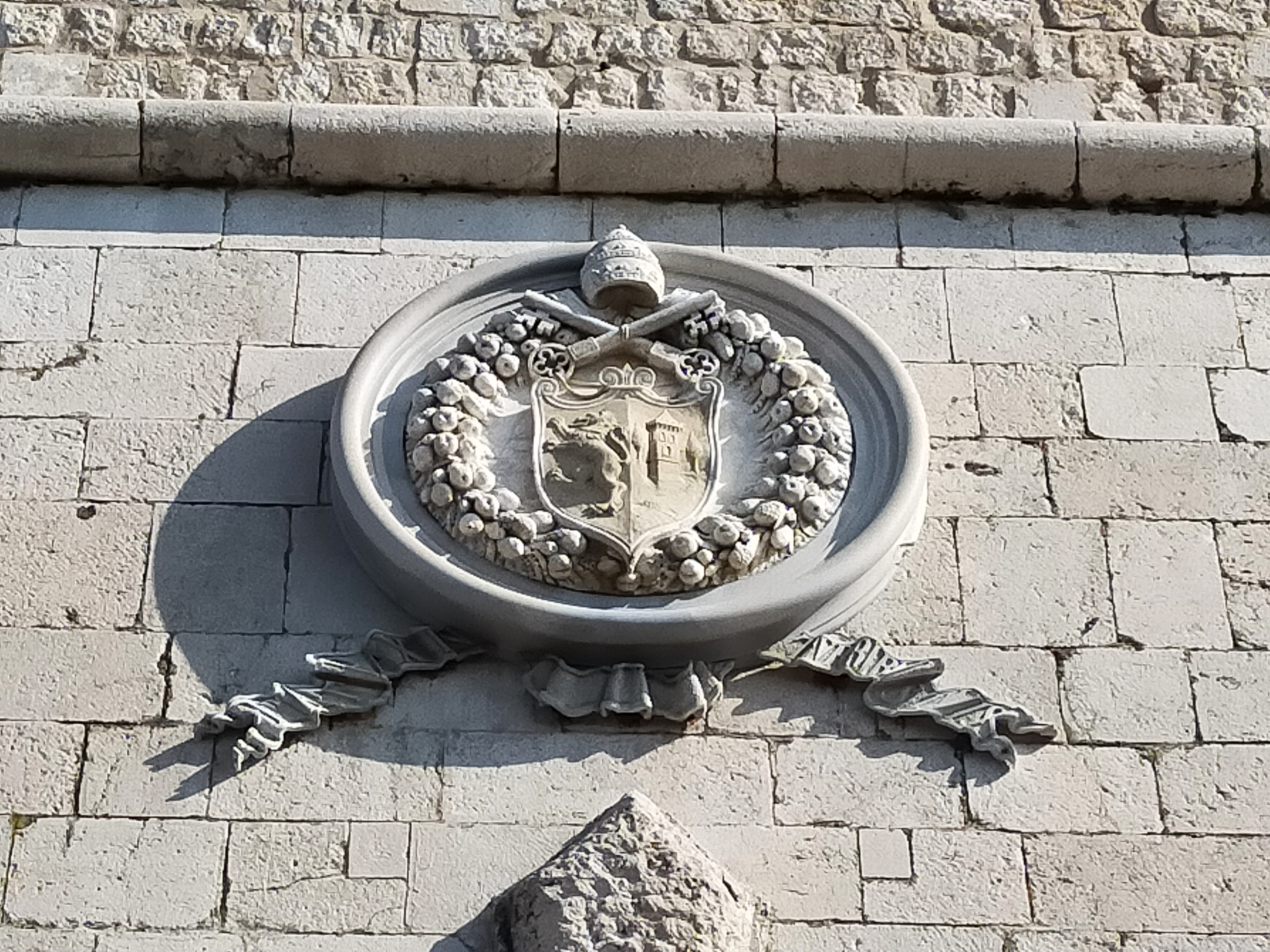
Lo stemma abbaziale

Fondata nel 529 da san Benedetto da Norcia sul luogo di un'antica torre e di un tempio dedicato ad Apollo, situato a 516 metri sul livello del mare, ha subito nel corso della sua storia un'alterna vicenda di distruzioni, saccheggi, terremoti e successive ricostruzioni.
Alla comunità monastica si accedeva presso la chiesa di San Martino, stabilita da san Benedetto nel tempio dell'acropoli, nella zona sud-occidentale rispetto all'attuale monastero, in una zona meno impervia. In cima al monte vi era l'oratorio di San Giovanni, stabilito dal santo sul luogo di un'ara di Apollo, secondo quanto ci ha tramandato Gregorio Magno: in questo oratorio Benedetto volle esser sepolto assieme alla sorella Scolastica.
Secondo l'Historia Langobardorum di Paolo Diacono nel 577 il cenobio del monastero venne distrutto per la prima volta dai longobardi di Zottone e la comunità dei monaci, con le spoglie del santo fondatore, dovette riparare a Roma, trovando ospitalità presso il Palazzo del Laterano. Ricostruita intorno al 718 per impulso di Petronace di Montecassino, l'abbazia venne distrutta una seconda volta dai Saraceni nell'883, venendo riedificata per volere di papa Agapito II solo nel 949.
Secondo la tradizione floriacense nel 672 (tra il 655 e il 707) le reliquie di San Benedetto e Santa Scolastica, presenti a montecassino, vennero trafugate da un gruppo di monaci guidato da Aigulfo di Lerins e collocate in due monasteri della Gallia: l'abbazia di Fleury-sur-Loire (ribattezzata Saint-Benoit-sur-Loire) e la Collegiata di San Pietro a Le Mans. Il documento originale della regola invece era rimasto nelle mani dei monaci, che un secolo più tardi poterono rifondare la comunità cassinense. Nell'874 i resti di santa Scolastica furono trasferiti a Juvigny-sur-Loison per volere della Regina Richilde, moglie dei re dei Franchi Carlo il Calvo. Nel luglio 1107 papa Pasquale II si recò a Fleury e dichiarò falsa la traslazione delle reliquie di san Benedetto, a seguito di un evento ritenuto prodigioso. La contesa storica delle reliquie fra Montecassino e le altre due abbazie francesi rimase in essere nei secoli successivi.
Nell'VIII secolo, l'influsso di Montecassino si estese alle prime comunità monastiche della Germania. Il legato pontificio Bonifacio Vinfredo, primo vescovo cattolico ed evangelizzatore della Germania, cercò di importare la regola benedettina cassinese nella terra teutonica: dapprima, nominò il parente Villibaldo (700-788), allora monaco a Montecassino, come abate di Eichstätt: in seguito, inviò il suo discepolo Sturmio di Fulda a studiare in Italia per diventare il primo abate di Abbazia di Fulda.

Per tutto il Medioevo, l'abbazia fu un centro vivissimo di cultura attraverso i suoi abati, le sue biblioteche, i suoi archivi, le scuole scrittorie e miniaturistiche, che trascrissero e conservarono molte opere dell'antichità.
Testimonianze storiche del più alto interesse e di sicura validità sono state raccolte e tramandate a Montecassino: dai primi preziosi documenti in lingua volgare ai famosi codici miniati cassinesi, ai preziosi e rarissimi incunaboli. Il più illustre dei suoi abati fu forse Desiderio - il futuro papa Vittore III (sepolto nell'abbazia stessa) - che alla fine dell'XI secolo fece ricostruire completamente l'abbazia e ornò la chiesa di preziosissimi affreschi e mosaici, il cui riflesso si può ancora scorgere in quelli che lo stesso abate fece eseguire in Sant'Angelo in Formis.

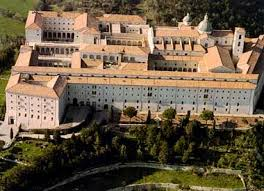
Veduta aerea

Dal Chronicon cassinese di Leone Marsicano sappiamo che l'abate Desiderio impiegò sforzi e capitali notevoli per la ricostruzione della chiesa abbaziale, compiuta nei soli cinque anni dal 1066 al 1071, utilizzando materiali lapidei provenienti da Roma e facendo venire da Costantinopoli anche mosaicisti e artefici vari. La maggior parte delle decorazioni — della chiesa e dei nuovi ambienti del monastero successivamente riedificati — erano costituite da pitture, in maggior parte perdute e delle quali conosciamo soltanto alcuni soggetti, come le Storie dell'Antico e Nuovo Testamento nell'atrio, di cui si conservano interamente i tituli scritti dall'arcivescovo di Salerno Alfano.

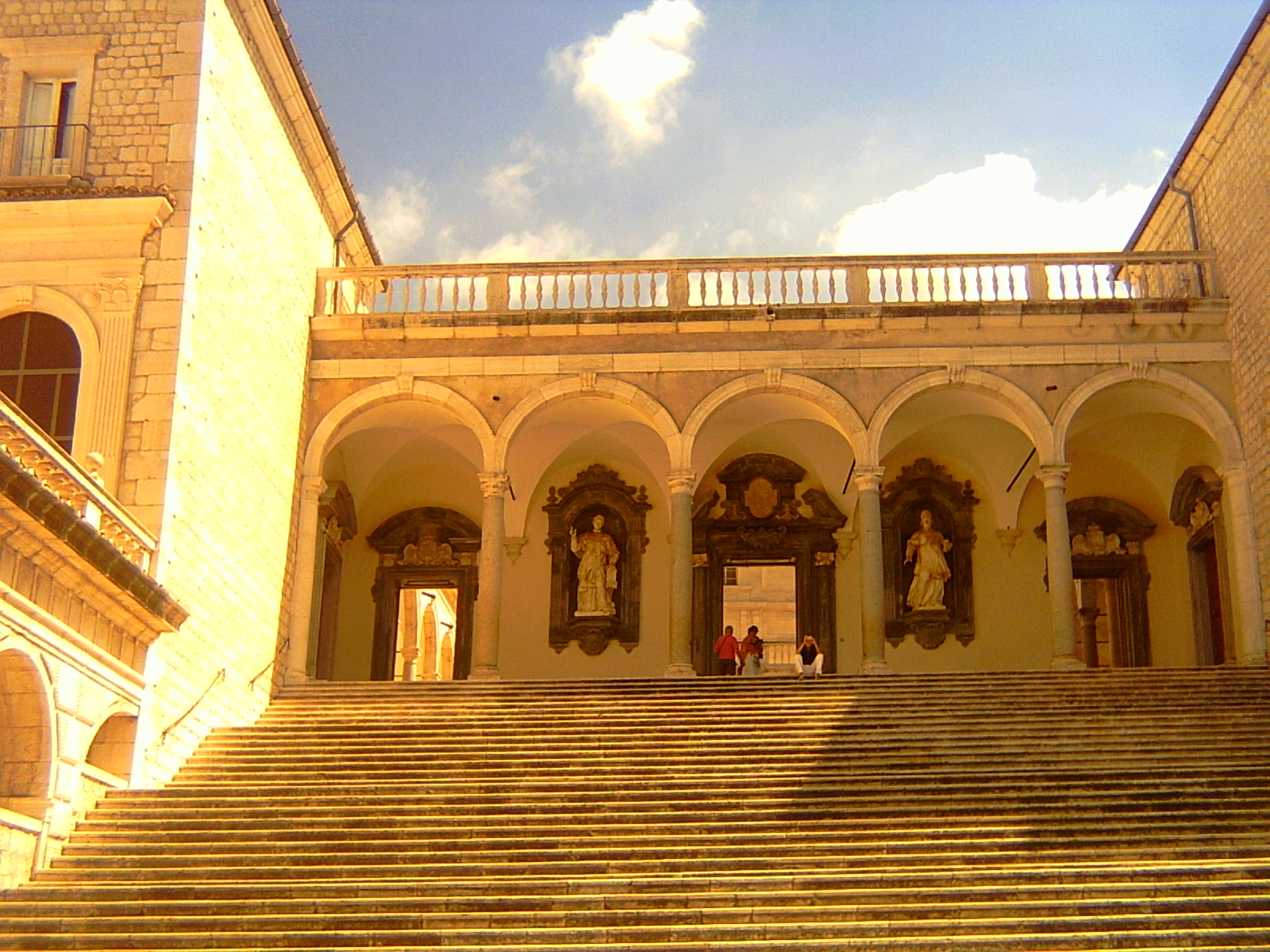
Scalone principale

Il ricorso a mosaicisti bizantini era motivato, come si legge nella Chronica, poiché: «da più di cinquecento anni i maestri latini avevano tralasciato la pratica di tali arti e per l'impegno di quest'uomo ispirato e aiutato da Dio esse furono rimesse in vigore in questo nostro tempo», inoltre, «affinché la loro conoscenza non cadesse ancora oltre in oblio in Italia, quell'uomo pieno di sapienza decise che molti giovani del monastero fossero con ogni diligenza iniziati in tali arti. Tuttavia non solo in questo campo, ma anche per tutti i lavori artistici che si possono compiere con oro, argento, bronzo, ferro, vetro, avorio, legno, gesso o pietra, fece venire i migliori artisti selezionati dai suoi monaci».
Distrutta dal terribile terremoto del 1349 e nuovamente ricostruita nel 1366, l'abbazia assunse nel XVII secolo l'aspetto tipico di un monumento barocco napoletano, grazie anche alle decorazioni pittoriche di numerosi artisti tra i quali Luca Giordano, Francesco Solimena, Francesco de Mura, Paolo de Matteis e Sebastiano Conca. Fra il 1930 e il 1943 il monastero era raggiungibile grazie alla funivia di Cassino, distrutta durante la seconda guerra mondiale.

### La battaglia di Cassino
In queste forme era giunto fino a noi l'antico monastero prima che il 15 febbraio del 1944, durante la seconda fase della battaglia di Cassino, un bombardamento massiccio delle forze alleate, che vi sospettavano erroneamente la presenza di reparti tedeschi, lo distrusse nuovamente. Il bombardamento cominciò la mattina del 15 febbraio e ben 142 bombardieri pesanti e 114 bombardieri medi rasero al suolo l'abbazia. Nel corso di questo trovarono la morte numerosi civili che avevano cercato rifugio all'interno dell'edificio, mentre all'esterno furono uccisi dalle bombe diversi soldati tedeschi e anche quaranta soldati della divisione indiana. Al bombardamento partecipò il soldato Walter M. Miller, futuro scrittore, che proprio da questa sua esperienza trasse l'ispirazione per la sua opera più importante, Un cantico per Leibowitz.

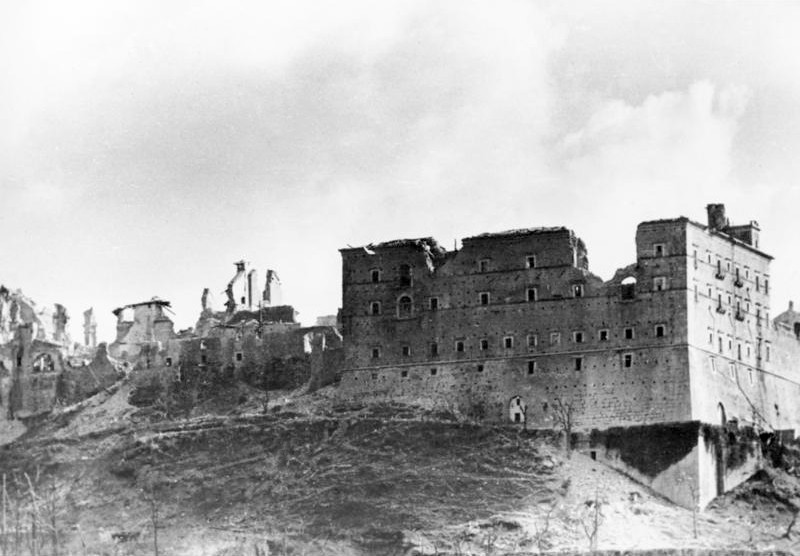
L'Abbazia di Montecassino dopo i bombardamenti del febbraio 1944

Per merito dell'allora arciabate Gregorio Diamare, e del colonnello Julius Schlegel della Divisione corazzata "Hermann Göring", l'archivio ed i più preziosi documenti bibliografici furono posti in salvo. Il bombardamento si rivelò un tragico errore di tattica militare. Secondo lo storico Herbert Bloch, il bombardamento non fu solo un'operazione inutile dal punto di vista militare ma anche estremamente dannosa dal punto di vista strategico: Bloch sosteneva che le macerie del bombardamento, occupate subito dai tedeschi, avevano offerto un prezioso riparo, che consentì loro di tenere a lungo quella posizione, dalla quale poterono bersagliare le truppe alleate, infliggendo gravissime perdite a chiunque tentasse di superare la linea Gustav.

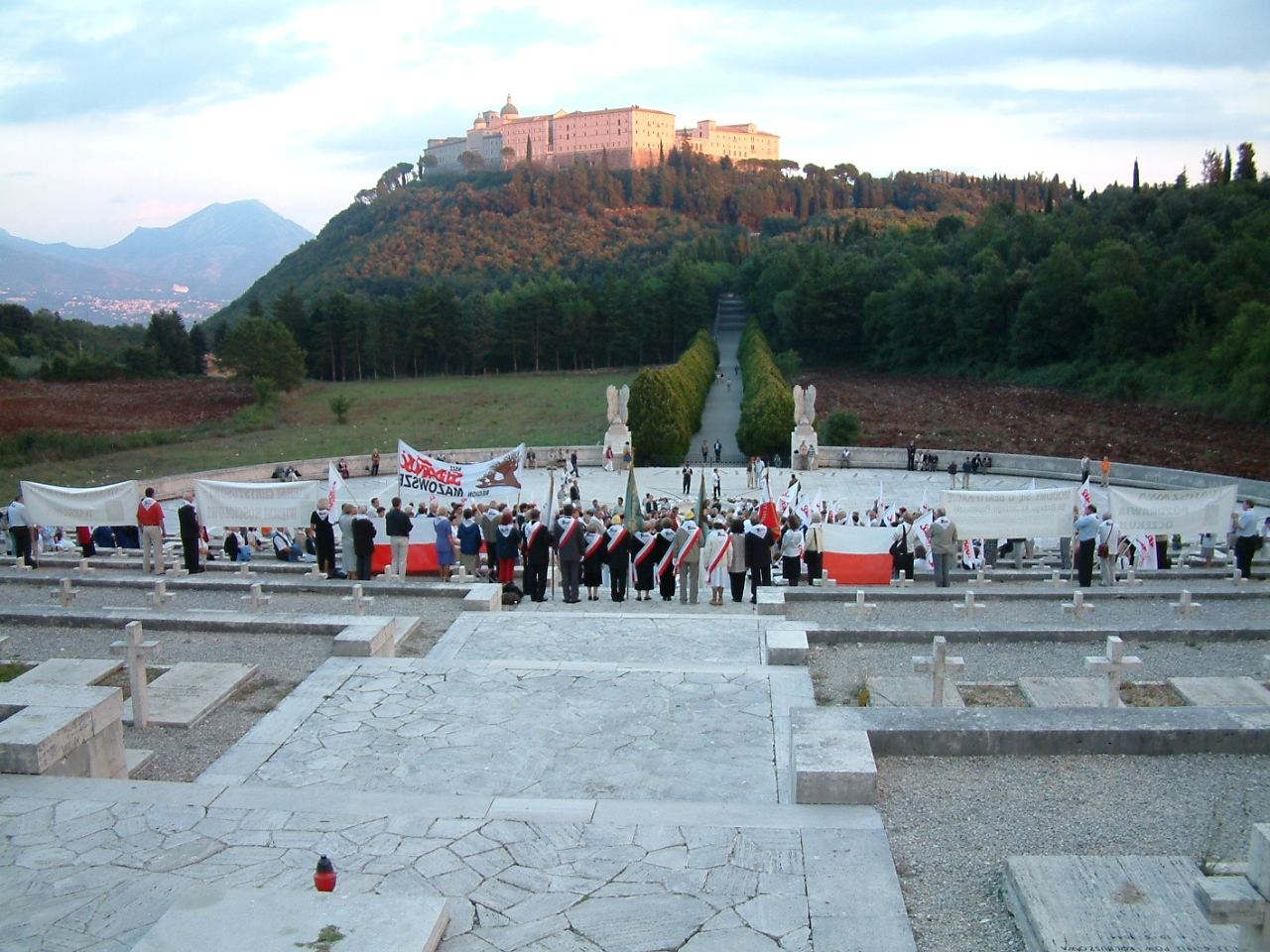
L'abbazia vista dal cimitero militare polacco di Montecassino

La ricostruzione, incominciata subito dopo la fine della guerra, ha mirato a una riproduzione esatta delle architetture distrutte. Il restauro fu realizzato dal 1948 al 1956, sotto la direzione dell'ingegner Giuseppe Breccia Fratadocchi, che realizzò una ricostruzione dell'interno dell'abbazia con spazi ciechi e muti tra le cornici delle volte, osteggiato da alcuni storici dell'arte. Il compito di fondere le campane dell'abbazia fu assegnato nel 1949 alla Pontificia Fonderia di Campane Marinelli di Agnone. Negli anni ottanta furono commissionati una serie di affreschi a Pietro Annigoni dall'abate Fabio Bernardo D'Onorio. Alla realizzazione del ciclo pittorico parteciparono vari allievi del maestro fra cui Romano Stefanelli, Ben Long e Silvestro Pistolesi.
Papa Benedetto XVI si è recato in visita a Montecassino il 24 maggio 2009, nel 65º anniversario della distruzione dell'abbazia. Il pontefice - che al momento della sua elezione sul trono di Pietro aveva scelto il proprio nome anche ispirandosi alla figura di san Benedetto da Norcia - ha pregato sulla tomba del santo, ricordandone l'importanza nella formazione culturale europea.

## Congregazione benedettina
Nel 2013 la Congregazione Cassinese è stata unita (per incorporazione) alla Congregazione Sublacense (nata nell'Ottocento come una provincia autonoma della stessa congregazione cassinese) nella nuova Congregazione sublacense cassinese a cui appartiene da allora l'abbazia.

## Chiesa abbaziale

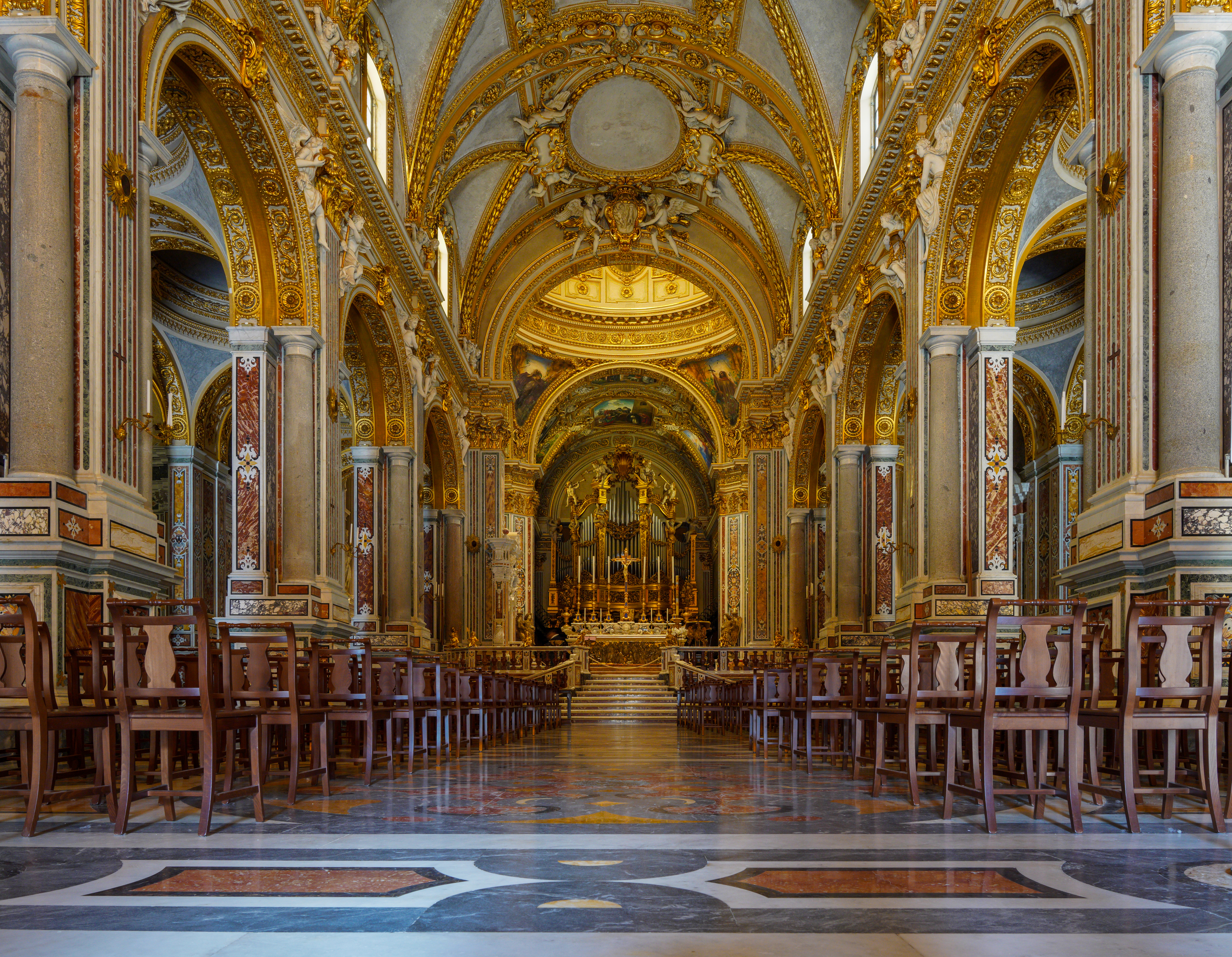
Chiesa abbaziale

La maestosa chiesa abbaziale, completamente distrutta durante la seconda guerra mondiale, fu in seguito completamente ricostruita e consacrata da papa Paolo VI nel 1964.

### Chiostri

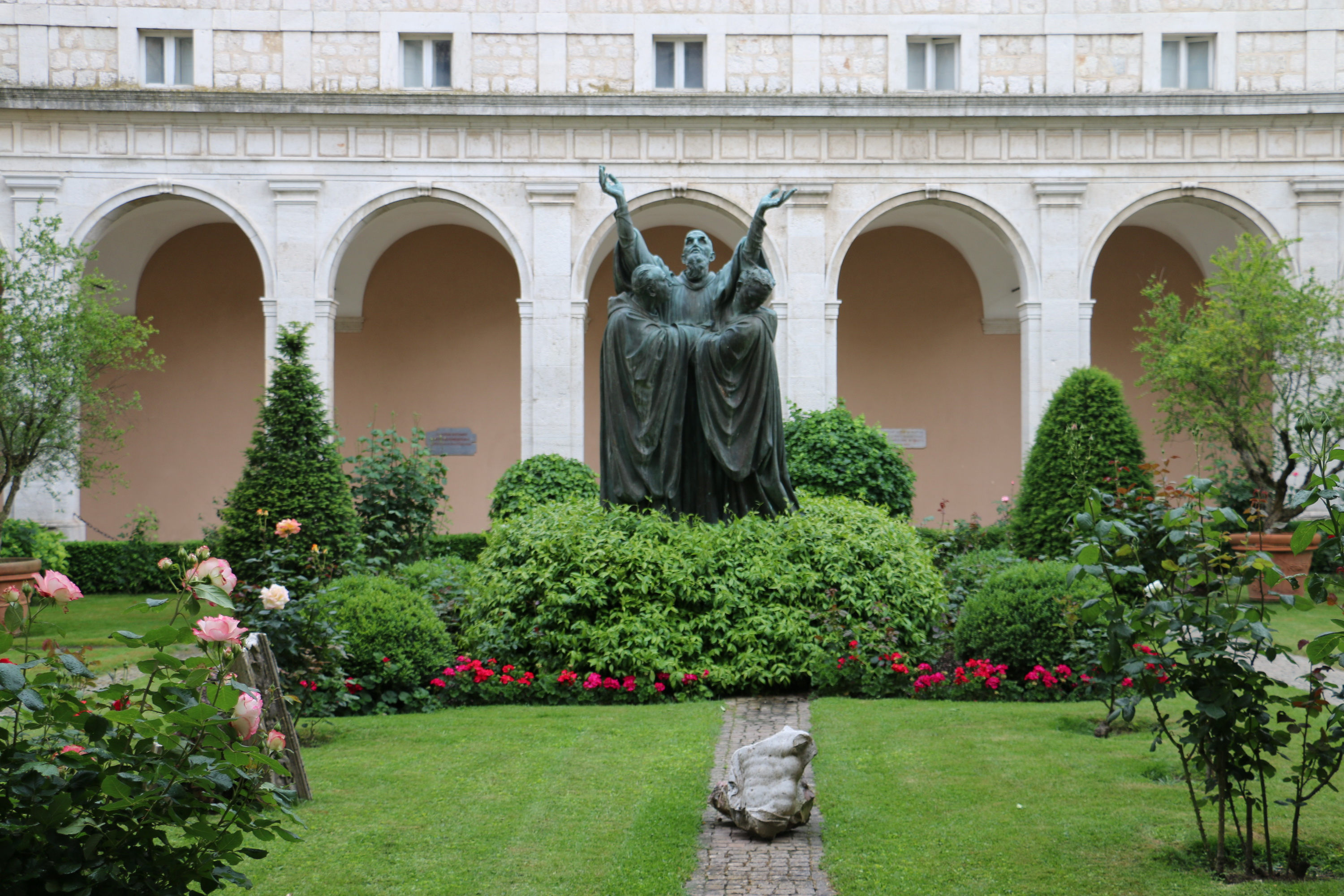
Chiostro d'ingresso

- Chiostro d'ingresso o Meridionale: area dove sorgeva il tempio consacrato ad Apollo. San Benedetto lo riadattò a oratorio dedicandolo a San Martino. Al centro del giardino è collocata una scultura bronzea raffigurante la Morte di San Benedetto del 1952 di Attilio Selva donata dal cancelliere tedesco Konrad Adenauer. Sotto il portico il mosaico Cristo tra Madonna e San Martino disegnato da frate Vignarelli                                                                                      Due immagini del Chiostro del Bramante

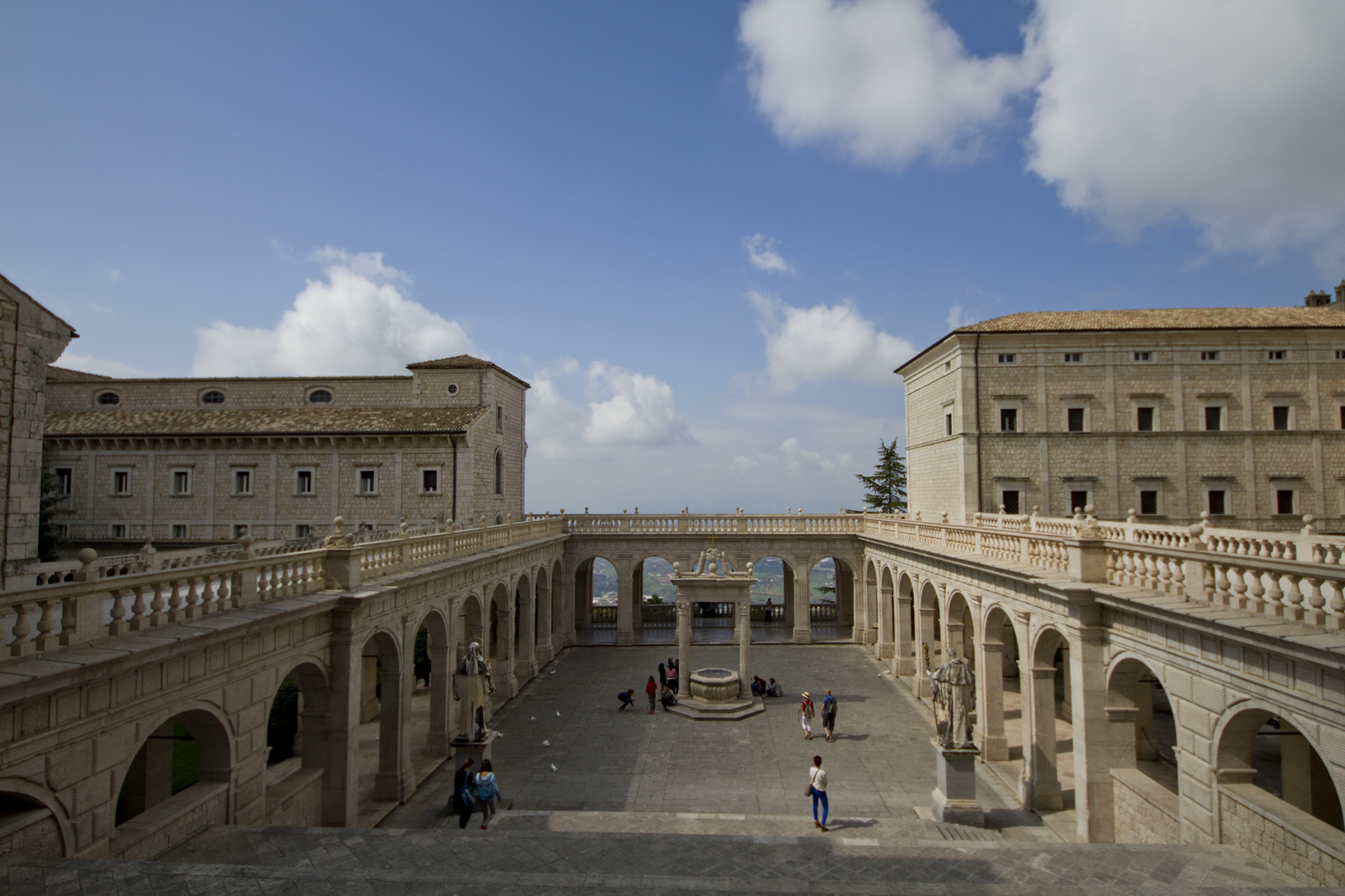

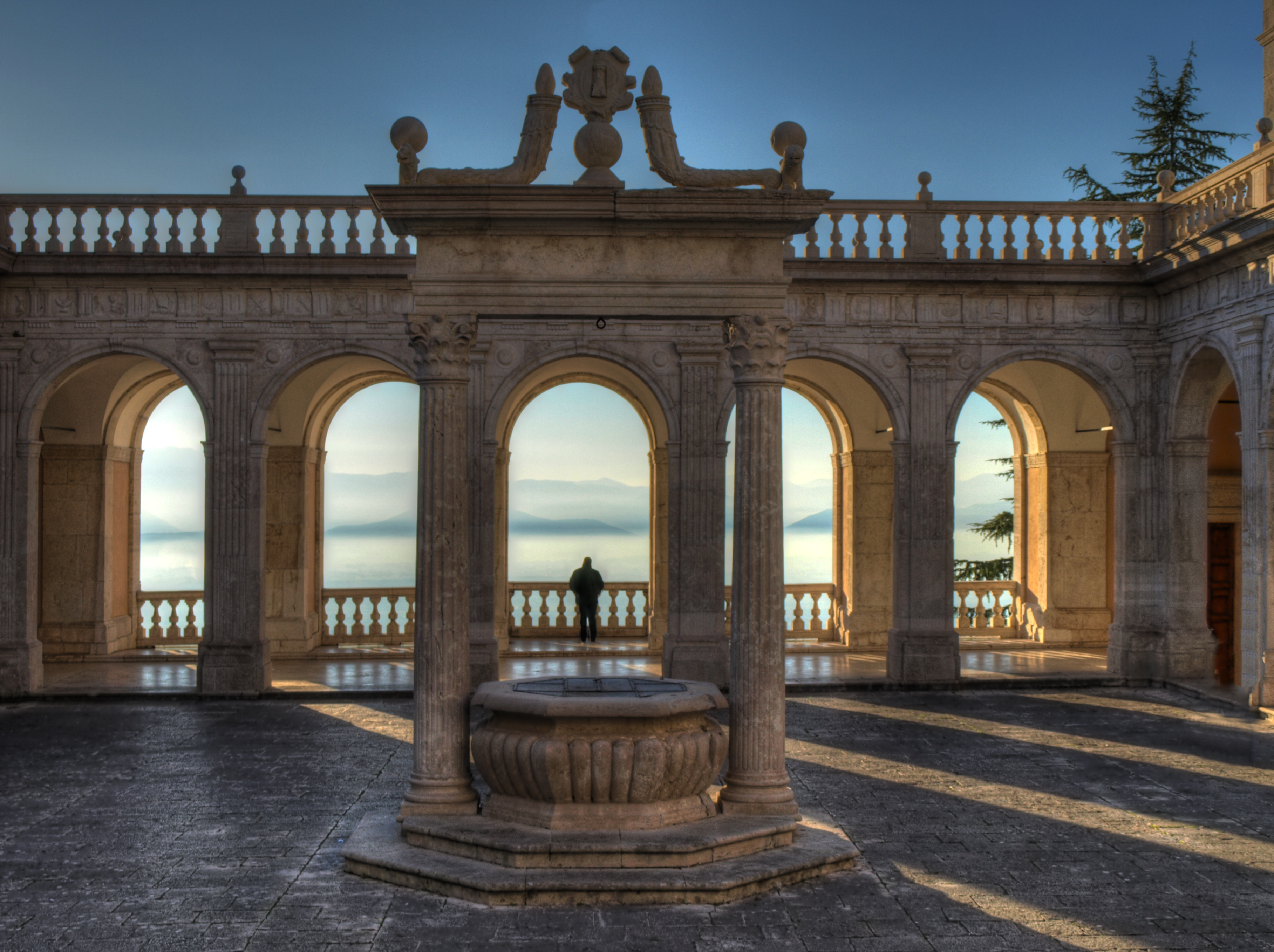
Due immagini del Chiostro del Bramante

- Chiostro del Bramante detto anche di Sant'Anna: in posizione mediana di stile rinascimentale costruito nel 1595. Al centro è situata una cisterna ottagonale, fiancheggiata da colonne corinzie che sostengono la trabeazione. Ai piedi della scalinata sono collocate due statue: a sinistra San Benedetto di frate Campi di Carrara, pezzo originale del 1736, a destra Santa Scolastica, una copia. È denominata Loggia del Paradiso il manufatto affacciato sulla valle del Liri.

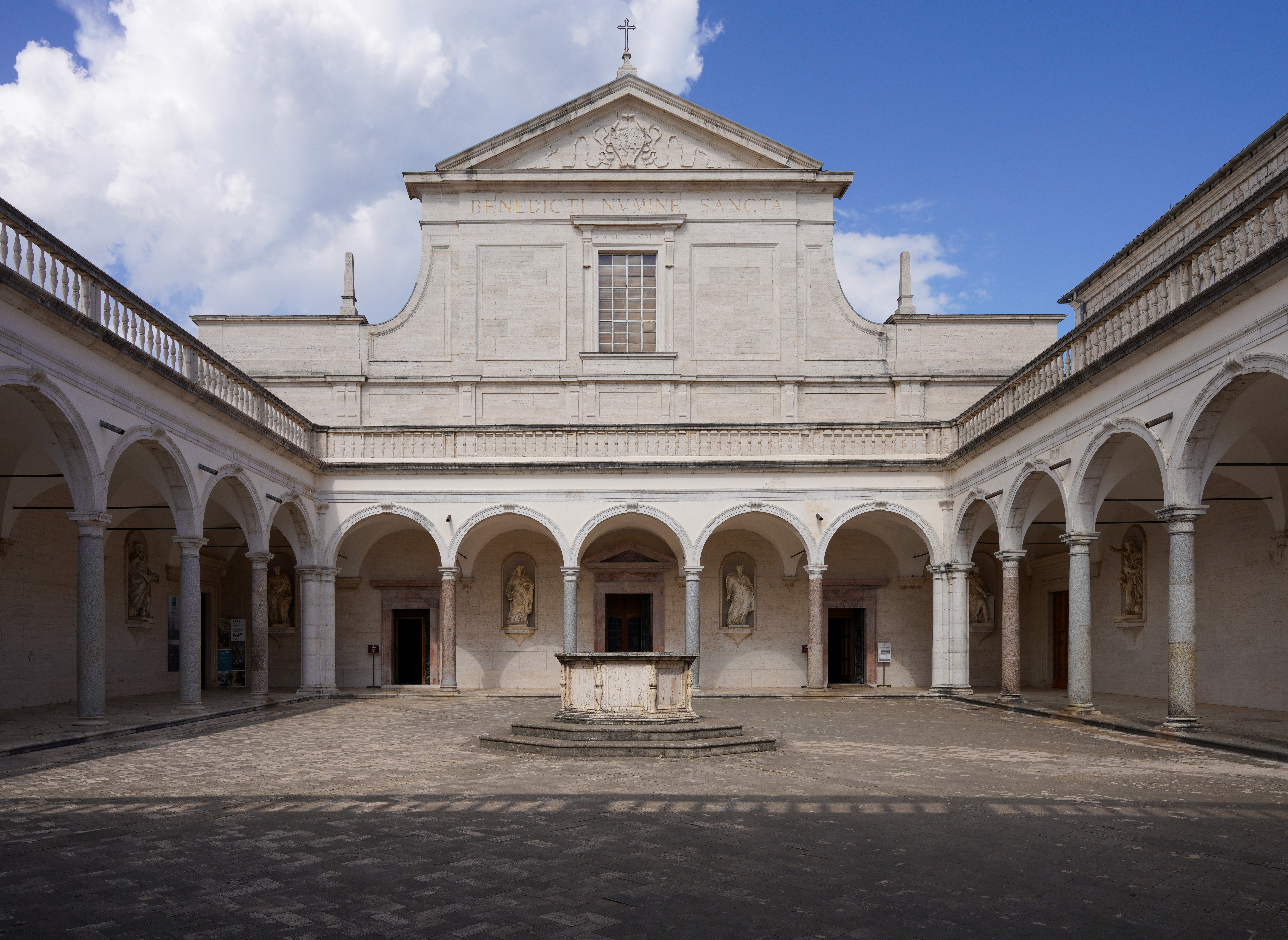
Chiostro dei Benefattori

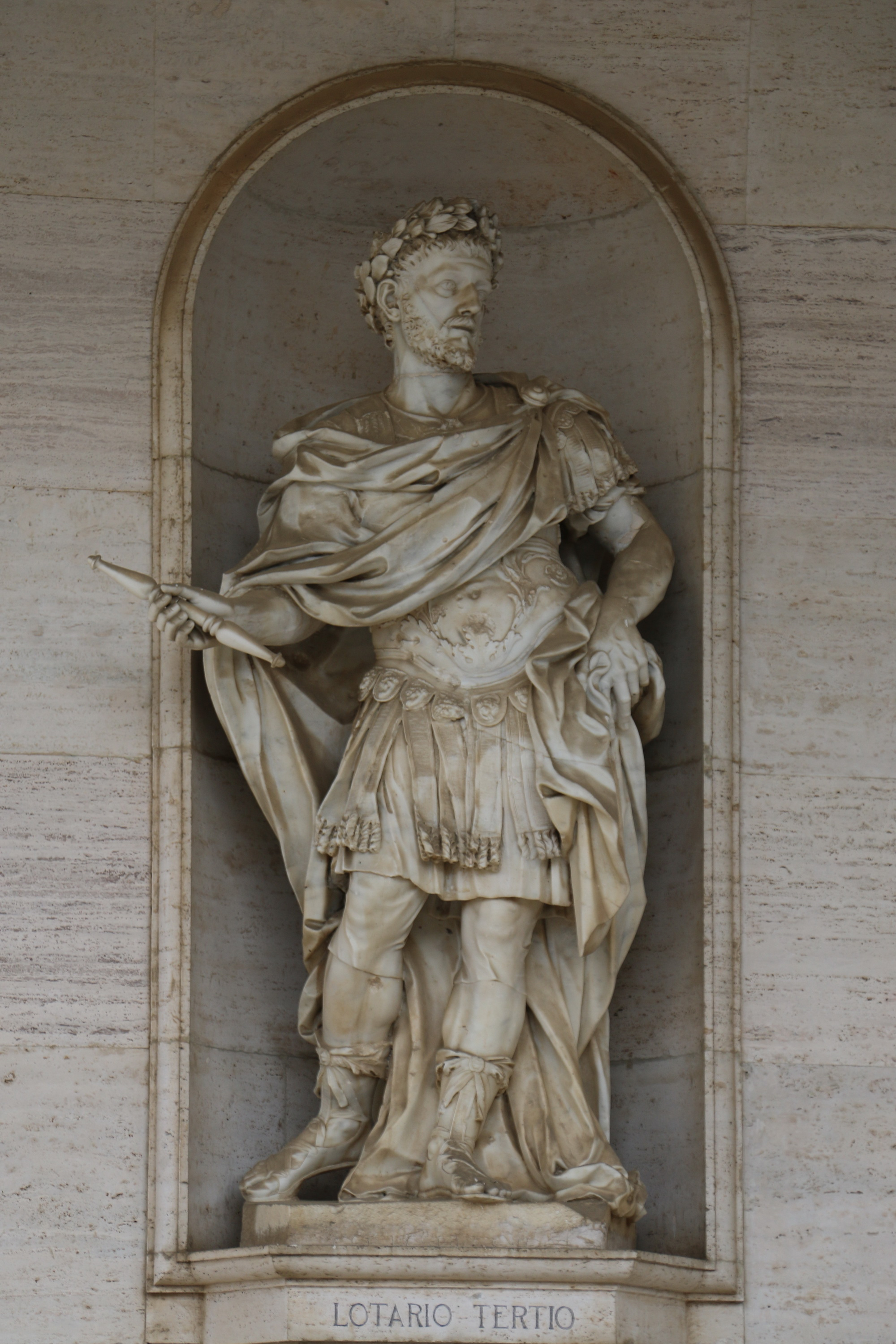
Lotario III

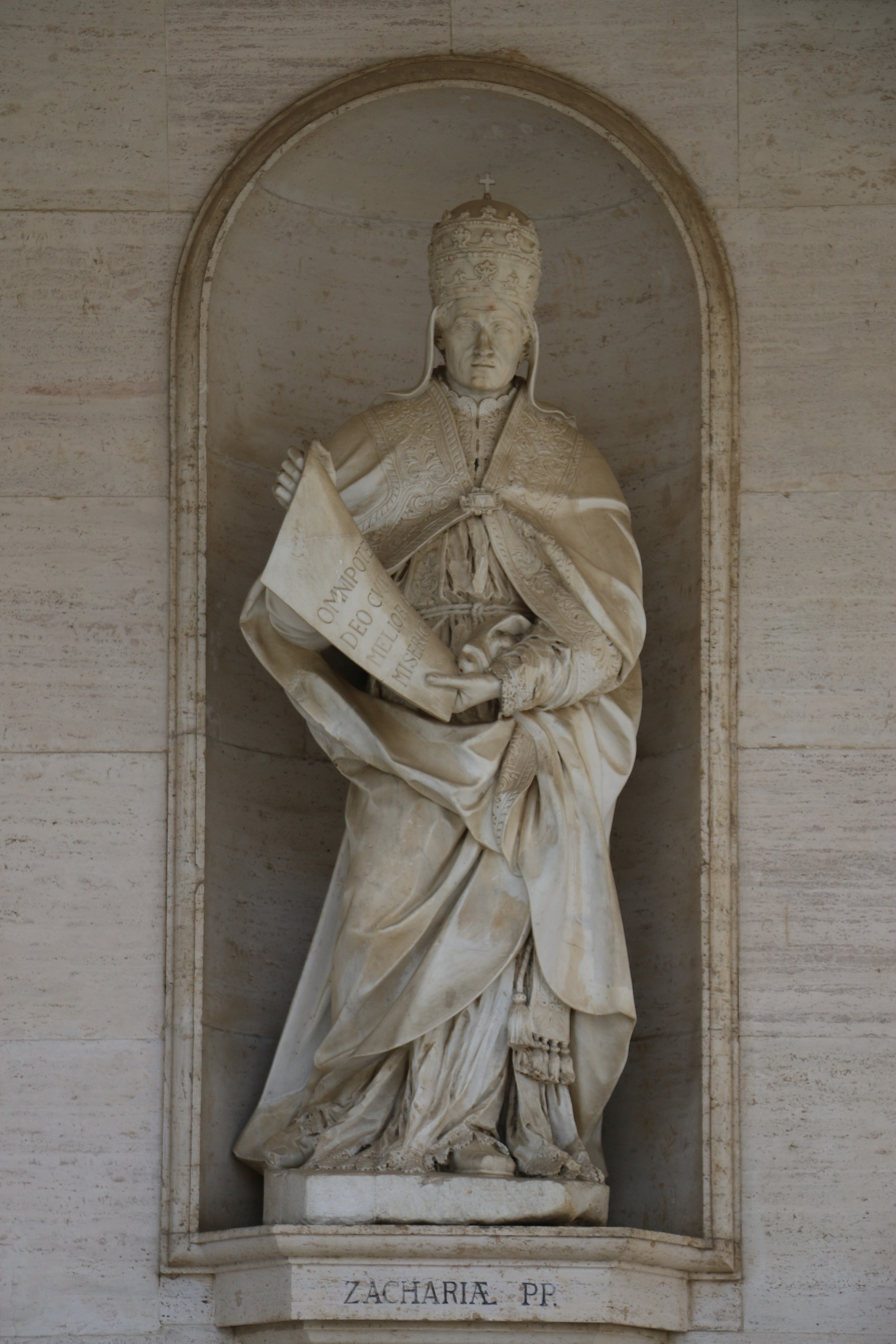
Papa Zaccaria

- Chiostro dei Benefattori o Settentrionale: realizzato nel 1513 verosimilmente su disegno di Antonio da Sangallo il Giovane caratterizzato da due teorie di statue raffiguranti papi e sovrani, patrocinatori nel corso dei secoli del santuario, opere realizzate a partire dal 1666:[14]
  - A sinistra: Abbondanza Claudia de' Reguardati madre di San Benedetto, Anicio Tertullo Patrizio padre di San Placido, Papa Gregorio Magno, Papa Gregorio II, Papa Zaccaria, Papa Vittore III, Papa Benedetto XIV, Papa Benedetto XIII, Papa Urbano V, Papa Clemente XI.
  - A destra: Euproprio padre di San Benedetto, Gisulfo II duca di Benevento, Carlo Magno, Enrico II, Lotario III, Roberto il Guiscardo, Carlo III di Borbone, Ferdinando IV di Borbone.

## Diocesi

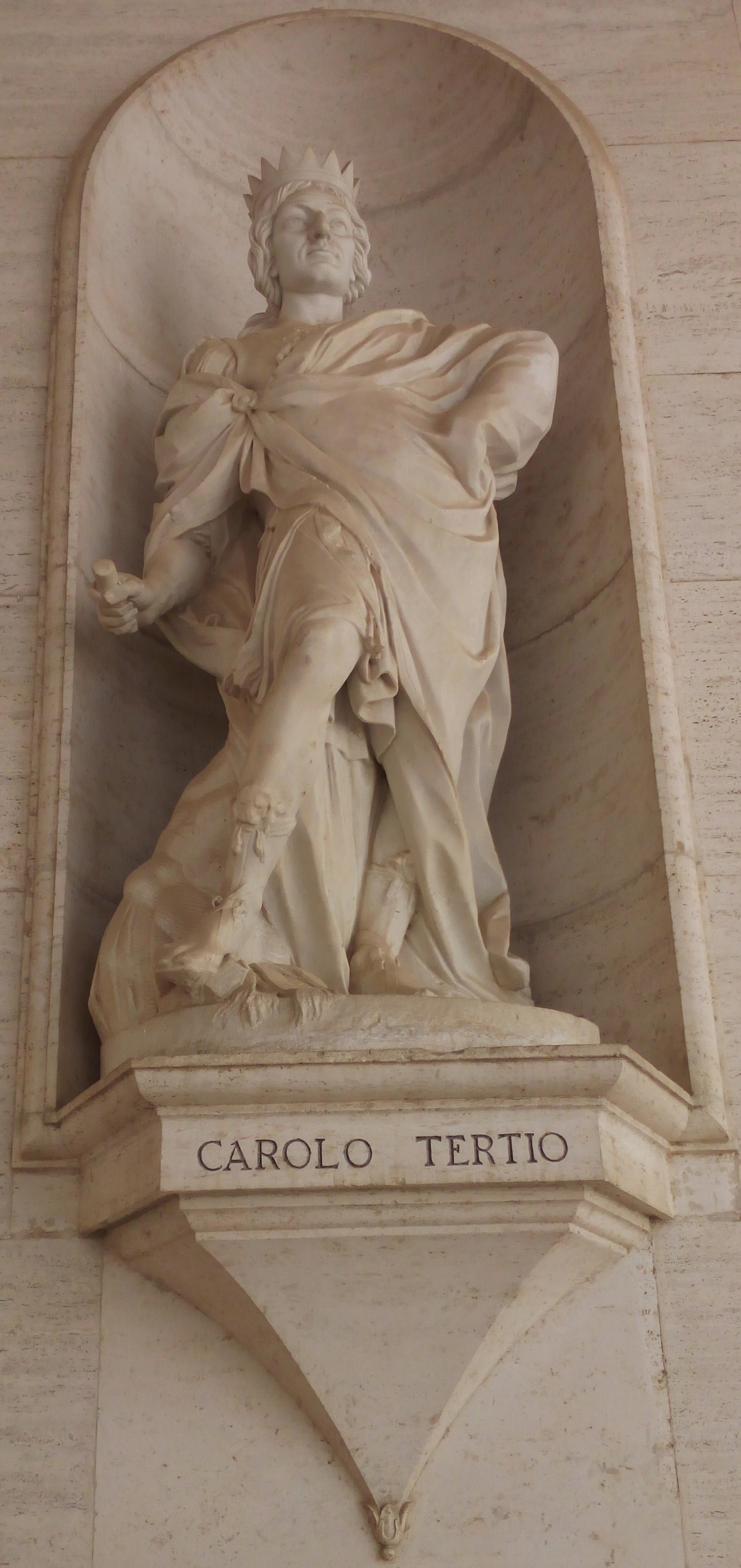
Presunta statua di Carlo III di Borbone, 1700-1749, Giovanni Battista Maino

Il cenobio è un'abbazia territoriale immediatamente soggetta alla Santa Sede, che fino al 2014 comprendeva anche alcuni comuni tra le province di Frosinone e Caserta: Cassino, Cervaro, Castelnuovo Parano, San Giorgio a Liri, Pignataro Interamna, Rocca d'Evandro, San Pietro Infine, San Vittore del Lazio, Sant'Andrea del Garigliano, Sant'Ambrogio sul Garigliano, Sant'Apollinare, Vallemaio, Viticuso, Acquafondata, Vallerotonda, Sant'Elia Fiumerapido, Atina, Belmonte Castello, Villa Latina. Il 23 ottobre 2014 papa Francesco, applicando il motu proprio Catholica Ecclesia del 23 ottobre 1976, ha ridotto il territorio dell'abbazia territoriale alla sola chiesa abbaziale e al monastero, con le immediate pertinenze. Il resto dell'antico territorio è passato alla diocesi di Sora-Aquino-Pontecorvo, che contestualmente ha mutato il proprio nome in quello di Sora-Cassino-Aquino-Pontecorvo.